# Le Roitelet
Le Roitelet war ein französischer Hersteller von Automobilen.

## Unternehmensgeschichte
Das Unternehmen aus Paris begann 1921 mit der Produktion von Automobilen. Der Markenname lautete Le Roitelet. 1923 endete die Produktion.

## Fahrzeuge
Das einzige Modell war ein Cyclecar. Das Fahrzeug hatte einen Zweizylindermotor mit 749 cm³ Hubraum. Besonderheit war der Frontantrieb.